# Selección femenina de rugby de Italia
La selección femenina de rugby de Italia es el equipo nacional representado por la Federazione Italiana Rugby.

## Síntesis
Desde el 2007 participa anualmente en el Seis Naciones Femenino sustituyendo a la selección española, de esta forma, el torneo quedó representado por las mismas uniones que el de la versión masculina. Su mejor participación en el 6 naciones fue en el 2019, cuando alcanzó por primera vez el 2º. puesto.
La selección habitualmente se ubica próximo entre la 6ª y 8ª posición en el ranking mundial.

## Palmarés
- European Championship (3): 2002, 2005, 2006.

## Participación en copas
| - Gales 1991: 8º puesto - Escocia 1994: no participó - Países Bajos 1998: 12º puesto - España 2002: 12º puesto - Canadá 2006: no participó - Inglaterra 2010: no participó - Francia 2014: no participó - Irlanda 2017: 9º puesto - Nueva Zelanda 2021: Cuartos de final - Inglaterra 2025: clasificado - WXV 2 2023: 2° puesto - WXV 2 2024: 3° puesto - Women's European Cup 1988: 4º puesto (último) - European Championship 1995: 3º puesto - European Championship 1996: 3º puesto - European Championship 1997: 6º puesto - European Championship 1999: 7º puesto - European Championship 2000: 7º puesto - European Championship 2001: 8º puesto (último) | - Seis Naciones 2007: 6º puesto (último) - Seis Naciones 2008: 5º puesto - Seis Naciones 2009: 6º puesto (último) - Seis Naciones 2010: 5º puesto - Seis Naciones 2011: 5º puesto - Seis Naciones 2012: 5º puesto - Seis Naciones 2013: 5º puesto - Seis Naciones 2014: 4º puesto - Seis Naciones 2015: 3º puesto - Seis Naciones 2016: 5º puesto - Seis Naciones 2017: 6º puesto (último) - Seis Naciones 2018: 4º puesto - Seis Naciones 2019: 2º puesto - Seis Naciones 2020: 4° puesto - Seis Naciones 2021: 4° puesto - Seis Naciones 2022: 5° puesto - Seis Naciones 2023: 5° puesto - Seis Naciones 2024: 5° puesto - Seis Naciones 2025: En disputa - Clasificatorio RWC 2021: 1° puesto |